# Trypeticus penatii
Trypeticus penatii är en skalbaggsart som beskrevs av Kanaar 2003. Trypeticus penatii ingår i släktet Trypeticus och familjen stumpbaggar. Inga underarter finns listade i Catalogue of Life.